# Palazit
Palazit je vrsta kamnito-železovih meteoritov.
Sestavljeni so iz kristalov olivina, v osnovi (matrici) vsebujejo nikelj-železo. Vsebujejo tudi manjše količine mineralov šrajbersita (schreibersit), trolita in fosfatov. Nekoč se je mislilo, da so nastali pri trkih na razslojenih (diferenciranih) asteroidih iz snovi na meji med skorjo in jedrom. Novejše raziskave pa kažejo, da so mešanica snovi iz skorje in jedra asteroidov.
Ime imajo po nemškem zoologu in botaniku Petru Simonu Pallasu (1741–1811), ki je v letu 1772 našel primerek palazita v bližini Krasnojarska v Sibiriji. Najdeni meteorit je imel maso 680 kg. Ta meteorit je opisal Pallas v letu 1776.

## Delitev palazitov
Palazite delimo v tri podskupine:
- Glavna skupina (značilen meteorit je Krasnojarsk)
- Skupina Eagle-station (značilen meteorit je Eagle Station)
- Piroksenovi palaziti (značilen meteorit je Vermillion)

## Opazovani padci palazitov
Palaziti so zelo redki meteoriti. Še redkejši pa so padci meteorita, ki ga je povzročil palazit, in je pri tem nekdo opazoval utrinek. Doslej so s pomočjo očividcev potrjeni padci samo štirih palazitov v naslednjih krajih: 
- Mineo v Italiji (Sicilija). Opazili so svetel meteor, ki je padel na površino z močnim hrupom v maju leta 1826. Našli so samo 46 g meteorita.
- Zaišo na Japonskem. Našli so 330 g ostanka meteorita ki je padel 1. februarja 1898. Najprej so opazili ognjeno kroglo.
- Marjalahti v pokrajini Kareliji v Rusiji. Opazili so svetel meteor in slišali pok v juniju leta 1902. V tem času je pokrajina pripadala Finski, zato je meteorit z maso 45 kg shranjen v Geološkem muzeju v Helsinkih.
- Omolon v Rusiji (Magadanska oblast). Gojitelj severnih jelenov je 16. maja 1981 opazoval padec meteorja. Dve leti pozneje je našel 250 kg težak meteorit. Padec meteorita je potrdila tudi meteorološka postaja, ki je padec opazovala.

## Najdeni palaziti
Čeprav je padcev palazitov zelo malo, jih je v muzejih kar precej. Doslej so našli skupno 7207 kg palazitov.
Najpomembnejše najdbe:
- Brenham, Kansas v ZDA. V letu 1890 so v bližini kraterja Haviland našli ostanke meteorita v skupni teži okoli 1000 kg. Pozneje so našli še več ostankov meteorita.
- Huckitta, Severni teritorij v Avstraliji. Leta 1937 so našli 1400 kg ostankov meteorita.
- Fukang, Ljudska republika Kitajska. Leta 2000 so našli 1003 kg meteorita.
- Imilac, puščava Atakama, Čile. Našli so kose meteorita z masami do 200 kg, skupna masa vseh najdb je bila 920 kg.
- Brahin, Belorusija. Najdeno okoli 820 kg.
- Krasnojarsk, Rusija. V letu 1749 so našli ostanek meteorita z maso 700 kg. Glavni del meteorita (515 kg) je danes v Moskvi v Akademiji znanosti. Leta 1990 so našli meteorit z maso 198 kg v bližini vasi Palasovka, ki je dobila ime po Petru Simonu Pallasu, ki proučeval geografijo tega območja v 18. stoletju.